# Washington County, Missouri
 Washington County är ett county i östra delen av delstaten Missouri, USA. År 2010 hade countyt 25 195 invånare. Den administrativa huvudorten (county seat) är Potosi som ligger cirka 170 km sydost om delstatens huvudstad Jefferson City och cirka 60 km väster om gränsen till delstaten Illinois.  Countyt fick sitt namn efter George Washington, USA:s förste president.

## Geografi
Enligt United States Census Bureau har countyt en total area på 1 975 km². 1 968 km² av den arean är land och 7 km² är vatten.    

### Större städer och samhällen
- Potosi, med cirka 2 700 invånare